# Nîjnea Hortîțea (Rozumivka), Zaporijjea
Nîjnea Hortîțea (în ucraineană Нижня Хортиця, în germană Nieder Chortitza) este un sat în comuna Rozumivka din raionul Zaporijjea, regiunea Zaporijjea, Ucraina. Satul a fost locuit de germanii pontici.   

## Demografie
Componența lingvistică a localității Nîjnea Hortîțea
     Ucraineană (85,11%)
     Rusă (13,74%)
     Alte limbi (1,15%)
Conform recensământului din 2001, majoritatea populației localității Nîjnea Hortîțea era vorbitoare de ucraineană (85,11%), existând în minoritate și vorbitori de rusă (13,74%).